# UEFA Nations League 2022/23 Divisie D
De UEFA Nations League 2022/23 Divisie D is de vierde divisie van UEFA Nations League. Het toernooi, dat de vriendschappelijk duels vervangt, begon in juni 2022 en eindigt in september 2022. De winnaars van de 2 groepen van deze divisie promoveren naar divisie C. Aan dit toernooi doen de 7 landen mee die op basis van de eindstand van het seizoen 2020/21 zijn ingedeeld. Faeröer en Gibraltar promoveerden in het voorgaande seizoen naar divisie C. Deze twee landen werden vervangen door Estland en Moldavië.

## Beslissingscriteria
Als twee of meer landen in de groep gelijk eindigen, met evenveel punten, dan gelden de volgende criteria om te bepalen welk landen boven de ander eindigt:
1. Hoogste aantal punten verkregen bij de onderlinge wedstrijden tussen de teams;
2. Doelsaldo verkregen bij de onderlinge wedstrijden tussen de gelijk eindigende teams (als er meer dan twee teams gelijk staan);
3. Hoogste aantal gescoorde doelpunten verkregen bij de onderlinge wedstrijden tussen de teams (als er meer dan twee teams gelijk staan);
4. Hoogste aantal gescoorde uitdoelpunten verkregen bij de onderlinge wedstrijden tussen de teams
5. Als er na criteria 1 tot en met 4 nog steeds landen gelijk staan dan gelden de volgende criteria:
6. Doelsaldo in alle groepswedstrijden;
7. Aantal doelpunten gescoord in alle groepswedstrijden;
8. Aantal uitdoelpunten gescoord in alle groepswedstrijden;
9. Aantal overwinningen in alle groepswedstrijden;
10. Aantal uitoverwinningen in alle groepswedstrijden;
11. Fair-Playklassement van het toernooi (1 punt voor een enkele gele kaart, 3 punten voor een rode kaart ten gevolge van 2 gele kaarten, 3 punten voor een directe rode kaart, 4 punten voor een gele kaart gevolgd door een directe rode kaart);
12. Positie op de UEFA-coëfficiëntenranglijst;

## Deelnemende landen
De loting vond op 16 december 2021 om 18.00 (UTC+1) plaats in Nyon, Zwitserland.
| Team          | Gedaald | Plaats |
| ------------- | ------- | ------ |
| Moldavië      | Gedaald | 49     |
| Estland       | Gedaald | 50     |
| Liechtenstein |         | 51     |
| Malta         |         | 52     |

| Team       | Gedaald | Plaats |
| ---------- | ------- | ------ |
| Letland    |         | 53     |
| San Marino |         | 54     |
| Andorra    |         | 55     |

| Legenda |                                            |
| Gedaald | Gedegradeerd naar een lagere divisie.      |
|         | Gepromoveerd naar een hogere divisie.      |
| PO      | Gekwalificeerd voor play-off voor EK 2024. |

## Groepen en wedstrijden

### Groep 1
| Pos | Team          | Wed | W | G | V | Ptn | DV | DT | +/− | Promotie of degradatie  |       |       |       |       |       |
| --- | ------------- | --- | - | - | - | --- | -- | -- | --- | ----------------------- | ----- | ----- | ----- | ----- | ----- |
| 1   | Letland       | 6   | 4 | 1 | 1 | 13  | 12 | 5  | +7  | Promotie naar divisie C |       |       | 1 – 2 | 3 – 0 | 1 – 0 |
| 2   | Moldavië      | 6   | 4 | 1 | 1 | 13  | 10 | 6  | +4  |                         |       | 2 – 4 |       | 2 – 1 | 2 – 0 |
| 3   | Andorra       | 6   | 2 | 2 | 2 | 8   | 6  | 7  | −1  |                         | 1 – 1 | 0 – 0 |       | 2 – 1 |       |
| 4   | Liechtenstein | 6   | 0 | 0 | 6 | 0   | 1  | 11 | −10 |                         | 0 – 2 | 0 – 2 | 0 – 2 |       |       |

1. 1 2  Gelijkspel op onderling aantal punten. Onderling doelsaldo: Letland +1, Moldavië −1.

Wedstrijden
|                                              |                                          |         |         |                                                                                 |
| 3 juni 2022 «onderlinge duels» 21.45 (UTC+3) | Letland                                  | 3 – 0   | Andorra | Stadion: Daugavastadion, Riga Toeschouwers: 5.863 Scheidsrechter: Tomasz Musiał |
| 3 juni 2022 «onderlinge duels» 21.45 (UTC+3) | Uldriķis 9', 77' J. Ikaunieks 85' (pen.) | Verslag |         | Stadion: Daugavastadion, Riga Toeschouwers: 5.863 Scheidsrechter: Tomasz Musiał |
| 3 juni 2022 «onderlinge duels» 21.45 (UTC+3) |                                          |         |         | Stadion: Daugavastadion, Riga Toeschouwers: 5.863 Scheidsrechter: Tomasz Musiał |
| 3 juni 2022 «onderlinge duels» 21.45 (UTC+3) |                                          |         |         | Stadion: Daugavastadion, Riga Toeschouwers: 5.863 Scheidsrechter: Tomasz Musiał |
|                                              |                                          |         |         |                                                                                 |

|                                              |               |         |                                    |                                                                                       |
| 3 juni 2022 «onderlinge duels» 20.45 (UTC+2) | Liechtenstein | 0 – 2   | Moldavië                           | Stadion: Rheinparkstadion, Vaduz Toeschouwers: 903 Scheidsrechter: Giorgi Kroeasjvili |
| 3 juni 2022 «onderlinge duels» 20.45 (UTC+2) |               | Verslag | 5' (pen.) Nicolaescu 90+1' Bolohan | Stadion: Rheinparkstadion, Vaduz Toeschouwers: 903 Scheidsrechter: Giorgi Kroeasjvili |
| 3 juni 2022 «onderlinge duels» 20.45 (UTC+2) |               |         |                                    | Stadion: Rheinparkstadion, Vaduz Toeschouwers: 903 Scheidsrechter: Giorgi Kroeasjvili |
| 3 juni 2022 «onderlinge duels» 20.45 (UTC+2) |               |         |                                    | Stadion: Rheinparkstadion, Vaduz Toeschouwers: 903 Scheidsrechter: Giorgi Kroeasjvili |
|                                              |               |         |                                    |                                                                                       |

|                                              |             |         |               |                                                                               |
| 6 juni 2022 «onderlinge duels» 19.00 (UTC+3) | Letland     | 1 – 0   | Liechtenstein | Stadion: Daugavastadion, Riga Toeschouwers: 5.966 Scheidsrechter: Mario Zebec |
| 6 juni 2022 «onderlinge duels» 19.00 (UTC+3) | Zjuzins 73' | Verslag |               | Stadion: Daugavastadion, Riga Toeschouwers: 5.966 Scheidsrechter: Mario Zebec |
| 6 juni 2022 «onderlinge duels» 19.00 (UTC+3) |             |         |               | Stadion: Daugavastadion, Riga Toeschouwers: 5.966 Scheidsrechter: Mario Zebec |
| 6 juni 2022 «onderlinge duels» 19.00 (UTC+3) |             |         |               | Stadion: Daugavastadion, Riga Toeschouwers: 5.966 Scheidsrechter: Mario Zebec |
|                                              |             |         |               |                                                                               |

|                                              |         |         |           |                                                                                             |
| 6 juni 2022 «onderlinge duels» 20.45 (UTC+2) | Andorra | 0 – 0   | Moldavië  | Stadion: Estadi Nacional, Andorra la Vella Toeschouwers: 756 Scheidsrechter: Lionel Tschudi |
| 6 juni 2022 «onderlinge duels» 20.45 (UTC+2) |         | Verslag | 43' Stînă | Stadion: Estadi Nacional, Andorra la Vella Toeschouwers: 756 Scheidsrechter: Lionel Tschudi |
| 6 juni 2022 «onderlinge duels» 20.45 (UTC+2) |         |         |           | Stadion: Estadi Nacional, Andorra la Vella Toeschouwers: 756 Scheidsrechter: Lionel Tschudi |
| 6 juni 2022 «onderlinge duels» 20.45 (UTC+2) |         |         |           | Stadion: Estadi Nacional, Andorra la Vella Toeschouwers: 756 Scheidsrechter: Lionel Tschudi |
|                                              |         |         |           |                                                                                             |

|                                               |                                 |         |                                           |                                                                                       |
| 10 juni 2022 «onderlinge duels» 21.45 (UTC+3) | Moldavië                        | 2 – 4   | Letland                                   | Stadion: Stadionul Zimbru, Chisinau Toeschouwers: 4.842 Scheidsrechter: Andrew Madley |
| 10 juni 2022 «onderlinge duels» 21.45 (UTC+3) | Nicolaescu 5' (pen.) Moțpan 64' | Verslag | 19', 60' Gutkovskis 26', 75' J. Ikaunieks | Stadion: Stadionul Zimbru, Chisinau Toeschouwers: 4.842 Scheidsrechter: Andrew Madley |
| 10 juni 2022 «onderlinge duels» 21.45 (UTC+3) |                                 |         |                                           | Stadion: Stadionul Zimbru, Chisinau Toeschouwers: 4.842 Scheidsrechter: Andrew Madley |
| 10 juni 2022 «onderlinge duels» 21.45 (UTC+3) |                                 |         |                                           | Stadion: Stadionul Zimbru, Chisinau Toeschouwers: 4.842 Scheidsrechter: Andrew Madley |
|                                               |                                 |         |                                           |                                                                                       |

|                                               |                            |         |               |                                                                                              |
| 10 juni 2022 «onderlinge duels» 20.45 (UTC+2) | Andorra                    | 2 – 1   | Liechtenstein | Stadion: Estadi Nacional, Andorra la Vella Toeschouwers: 932 Scheidsrechter: Nejc Kajtazović |
| 10 juni 2022 «onderlinge duels» 20.45 (UTC+2) | Aláez 78' (pen.) Rubio 82' | Verslag | 90+3' Meier   | Stadion: Estadi Nacional, Andorra la Vella Toeschouwers: 932 Scheidsrechter: Nejc Kajtazović |
| 10 juni 2022 «onderlinge duels» 20.45 (UTC+2) |                            |         |               | Stadion: Estadi Nacional, Andorra la Vella Toeschouwers: 932 Scheidsrechter: Nejc Kajtazović |
| 10 juni 2022 «onderlinge duels» 20.45 (UTC+2) |                            |         |               | Stadion: Estadi Nacional, Andorra la Vella Toeschouwers: 932 Scheidsrechter: Nejc Kajtazović |
|                                               |                            |         |               |                                                                                              |

|                                               |                                           |         |                 |                                                                                                   |
| 14 juni 2022 «onderlinge duels» 19.00 (UTC+3) | Moldavië                                  | 2 – 1   | Andorra         | Stadion: Stadionul Zimbru, Chisinau Toeschouwers: 4.275 Scheidsrechter: Peter Kjærsgaard-Andersen |
| 14 juni 2022 «onderlinge duels» 19.00 (UTC+3) | Caimacov 26' (pen.) Nicolaescu 50' (pen.) | Verslag | 45+4' M. Vieira | Stadion: Stadionul Zimbru, Chisinau Toeschouwers: 4.275 Scheidsrechter: Peter Kjærsgaard-Andersen |
| 14 juni 2022 «onderlinge duels» 19.00 (UTC+3) |                                           |         |                 | Stadion: Stadionul Zimbru, Chisinau Toeschouwers: 4.275 Scheidsrechter: Peter Kjærsgaard-Andersen |
| 14 juni 2022 «onderlinge duels» 19.00 (UTC+3) |                                           |         |                 | Stadion: Stadionul Zimbru, Chisinau Toeschouwers: 4.275 Scheidsrechter: Peter Kjærsgaard-Andersen |
|                                               |                                           |         |                 |                                                                                                   |

|                                               |               |         |                     |                                                                                       |
| 14 juni 2022 «onderlinge duels» 20.45 (UTC+2) | Liechtenstein | 0 – 2   | Letland             | Stadion: Rheinparkstadion, Vaduz Toeschouwers: 885 Scheidsrechter: Aleksandar Stavrev |
| 14 juni 2022 «onderlinge duels» 20.45 (UTC+2) |               | Verslag | 20', 28' Gutkovskis | Stadion: Rheinparkstadion, Vaduz Toeschouwers: 885 Scheidsrechter: Aleksandar Stavrev |
| 14 juni 2022 «onderlinge duels» 20.45 (UTC+2) |               |         |                     | Stadion: Rheinparkstadion, Vaduz Toeschouwers: 885 Scheidsrechter: Aleksandar Stavrev |
| 14 juni 2022 «onderlinge duels» 20.45 (UTC+2) |               |         |                     | Stadion: Rheinparkstadion, Vaduz Toeschouwers: 885 Scheidsrechter: Aleksandar Stavrev |
|                                               |               |         |                     |                                                                                       |

|                                                    |                  |         |                            |                                                                                |
| 22 september 2022 «onderlinge duels» 19.00 (UTC+3) | Letland          | 1 – 2   | Moldavië                   | Stadion: Skontostadion, Riga Toeschouwers: 6.711 Scheidsrechter: António Nobre |
| 22 september 2022 «onderlinge duels» 19.00 (UTC+3) | J. Ikaunieks 55' | Verslag | 26' Revenco 45' Nicolaescu | Stadion: Skontostadion, Riga Toeschouwers: 6.711 Scheidsrechter: António Nobre |
| 22 september 2022 «onderlinge duels» 19.00 (UTC+3) |                  |         |                            | Stadion: Skontostadion, Riga Toeschouwers: 6.711 Scheidsrechter: António Nobre |
| 22 september 2022 «onderlinge duels» 19.00 (UTC+3) |                  |         |                            | Stadion: Skontostadion, Riga Toeschouwers: 6.711 Scheidsrechter: António Nobre |
|                                                    |                  |         |                            |                                                                                |

|                                                    |               |         |                     |                                                                                 |
| 22 september 2022 «onderlinge duels» 20.45 (UTC+2) | Liechtenstein | 0 – 2   | Andorra             | Stadion: Rheinparkstadion, Vaduz Toeschouwers: 914 Scheidsrechter: Juxhin Xhaja |
| 22 september 2022 «onderlinge duels» 20.45 (UTC+2) |               | Verslag | 4' Rosas 80' Cervós | Stadion: Rheinparkstadion, Vaduz Toeschouwers: 914 Scheidsrechter: Juxhin Xhaja |
| 22 september 2022 «onderlinge duels» 20.45 (UTC+2) |               |         |                     | Stadion: Rheinparkstadion, Vaduz Toeschouwers: 914 Scheidsrechter: Juxhin Xhaja |
| 22 september 2022 «onderlinge duels» 20.45 (UTC+2) |               |         |                     | Stadion: Rheinparkstadion, Vaduz Toeschouwers: 914 Scheidsrechter: Juxhin Xhaja |
|                                                    |               |         |                     |                                                                                 |

|                                                    |           |         |                | |
| 25 september 2022 «onderlinge duels» 15.00 (UTC+2) | Andorra   | 1 – 1   | Letland        | Stadion: Estadi Nacional, Andorra la Vella Toeschouwers: 1.102 Scheidsrechter: Anastasios Papapetrou |
| 25 september 2022 «onderlinge duels» 15.00 (UTC+2) | Rosas 88' | Verslag | 50' Gutkovskis | Stadion: Estadi Nacional, Andorra la Vella Toeschouwers: 1.102 Scheidsrechter: Anastasios Papapetrou |
| 25 september 2022 «onderlinge duels» 15.00 (UTC+2) |           |         |                | Stadion: Estadi Nacional, Andorra la Vella Toeschouwers: 1.102 Scheidsrechter: Anastasios Papapetrou |
| 25 september 2022 «onderlinge duels» 15.00 (UTC+2) |           |         |                | Stadion: Estadi Nacional, Andorra la Vella Toeschouwers: 1.102 Scheidsrechter: Anastasios Papapetrou |
|                                                    |           |         |                | |

|                                                    |                    |         |               |                                                                                            |
| 25 september 2022 «onderlinge duels» 16.00 (UTC+3) | Moldavië           | 2 – 0   | Liechtenstein | Stadion: Stadionul Zimbru, Chisinau Toeschouwers: 5.774 Scheidsrechter: Stéphanie Frappart |
| 25 september 2022 «onderlinge duels» 16.00 (UTC+3) | Stînă 90+2', 90+4' | Verslag |               | Stadion: Stadionul Zimbru, Chisinau Toeschouwers: 5.774 Scheidsrechter: Stéphanie Frappart |
| 25 september 2022 «onderlinge duels» 16.00 (UTC+3) |                    |         |               | Stadion: Stadionul Zimbru, Chisinau Toeschouwers: 5.774 Scheidsrechter: Stéphanie Frappart |
| 25 september 2022 «onderlinge duels» 16.00 (UTC+3) |                    |         |               | Stadion: Stadionul Zimbru, Chisinau Toeschouwers: 5.774 Scheidsrechter: Stéphanie Frappart |
|                                                    |                    |         |               |                                                                                            |

### Groep 2
| Pos | Team       | Wed | W | G | V | Ptn | DV | DT | +/− | Promotie of degradatie  |       |       |       |       |
| --- | ---------- | --- | - | - | - | --- | -- | -- | --- | ----------------------- | ----- | ----- | ----- | ----- |
| 1   | Estland    | 4   | 4 | 0 | 0 | 12  | 10 | 2  | +8  | Promotie naar divisie C |       |       | 2 – 1 | 2 – 0 |
| 2   | Malta      | 4   | 2 | 0 | 2 | 6   | 5  | 4  | +1  |                         |       | 1 – 2 |       | 1 – 0 |
| 3   | San Marino | 4   | 0 | 0 | 4 | 0   | 0  | 9  | −9  |                         | 0 – 4 | 0 – 2 |       |       |

Wedstrijden
|                                              |                    |         |            |                                                                                            |
| 2 juni 2022 «onderlinge duels» 21.45 (UTC+3) | Estland            | 2 – 0   | San Marino | Stadion: A. Le Coq Arena, Tallinn Toeschouwers: 3.533 Scheidsrechter: Ioannis Papadopoulos |
| 2 juni 2022 «onderlinge duels» 21.45 (UTC+3) | Kirss 24' Tamm 32' | Verslag |            | Stadion: A. Le Coq Arena, Tallinn Toeschouwers: 3.533 Scheidsrechter: Ioannis Papadopoulos |
| 2 juni 2022 «onderlinge duels» 21.45 (UTC+3) |                    |         |            | Stadion: A. Le Coq Arena, Tallinn Toeschouwers: 3.533 Scheidsrechter: Ioannis Papadopoulos |
| 2 juni 2022 «onderlinge duels» 21.45 (UTC+3) |                    |         |            | Stadion: A. Le Coq Arena, Tallinn Toeschouwers: 3.533 Scheidsrechter: Ioannis Papadopoulos |
|                                              |                    |         |            |                                                                                            |

|                                              |            |         |                              |                                                                                      |
| 5 juni 2022 «onderlinge duels» 15.00 (UTC+2) | San Marino | 0 – 2   | Malta                        | Stadion: Stadio Olimpico, Serravalle Toeschouwers: 558 Scheidsrechter: Aliyar Ağayev |
| 5 juni 2022 «onderlinge duels» 15.00 (UTC+2) |            | Verslag | 59' Busuttil 75' Guillaumier | Stadion: Stadio Olimpico, Serravalle Toeschouwers: 558 Scheidsrechter: Aliyar Ağayev |
| 5 juni 2022 «onderlinge duels» 15.00 (UTC+2) |            |         |                              | Stadion: Stadio Olimpico, Serravalle Toeschouwers: 558 Scheidsrechter: Aliyar Ağayev |
| 5 juni 2022 «onderlinge duels» 15.00 (UTC+2) |            |         |                              | Stadion: Stadio Olimpico, Serravalle Toeschouwers: 558 Scheidsrechter: Aliyar Ağayev |
|                                              |            |         |                              |                                                                                      |

|                                              |                 |         |                           |                                                                                      |
| 9 juni 2022 «onderlinge duels» 20.45 (UTC+2) | Malta           | 1 – 2   | Estland                   | Stadion: Ta' Qalistadion, Ta' Qali Toeschouwers: 3.422 Scheidsrechter: Robert Madden |
| 9 juni 2022 «onderlinge duels» 20.45 (UTC+2) | Hein 56' (e.d.) | Verslag | 21' Vassiljev 90+4' Anier | Stadion: Ta' Qalistadion, Ta' Qali Toeschouwers: 3.422 Scheidsrechter: Robert Madden |
| 9 juni 2022 «onderlinge duels» 20.45 (UTC+2) |                 |         |                           | Stadion: Ta' Qalistadion, Ta' Qali Toeschouwers: 3.422 Scheidsrechter: Robert Madden |
| 9 juni 2022 «onderlinge duels» 20.45 (UTC+2) |                 |         |                           | Stadion: Ta' Qalistadion, Ta' Qali Toeschouwers: 3.422 Scheidsrechter: Robert Madden |
|                                              |                 |         |                           |                                                                                      |

|                                               |               |         |            |                                                                                      |
| 12 juni 2022 «onderlinge duels» 20.45 (UTC+2) | Malta         | 1 – 0   | San Marino | Stadion: Ta' Qalistadion, Ta' Qali Toeschouwers: 2.646 Scheidsrechter: Dennis Higler |
| 12 juni 2022 «onderlinge duels» 20.45 (UTC+2) | Z. Muscat 50' | Verslag |            | Stadion: Ta' Qalistadion, Ta' Qali Toeschouwers: 2.646 Scheidsrechter: Dennis Higler |
| 12 juni 2022 «onderlinge duels» 20.45 (UTC+2) |               |         |            | Stadion: Ta' Qalistadion, Ta' Qali Toeschouwers: 2.646 Scheidsrechter: Dennis Higler |
| 12 juni 2022 «onderlinge duels» 20.45 (UTC+2) |               |         |            | Stadion: Ta' Qalistadion, Ta' Qali Toeschouwers: 2.646 Scheidsrechter: Dennis Higler |
|                                               |               |         |            |                                                                                      |

|                                                    |                                 |         |                                |                                                                                      |
| 23 september 2022 «onderlinge duels» 19.00 (UTC+3) | Estland                         | 2 – 1   | Malta                          | Stadion: A. Le Coq Arena, Tallinn Toeschouwers: 5.539 Scheidsrechter: Daniel Siebert |
| 23 september 2022 «onderlinge duels» 19.00 (UTC+3) | Sappinen 45+6' (pen.) Anier 86' | Verslag | 45+4' J. Borg 51' (pen.) Teuma | Stadion: A. Le Coq Arena, Tallinn Toeschouwers: 5.539 Scheidsrechter: Daniel Siebert |
| 23 september 2022 «onderlinge duels» 19.00 (UTC+3) |                                 |         |                                | Stadion: A. Le Coq Arena, Tallinn Toeschouwers: 5.539 Scheidsrechter: Daniel Siebert |
| 23 september 2022 «onderlinge duels» 19.00 (UTC+3) |                                 |         |                                | Stadion: A. Le Coq Arena, Tallinn Toeschouwers: 5.539 Scheidsrechter: Daniel Siebert |
|                                                    |                                 |         |                                |                                                                                      |

|                                                    |            |         |                                         |                                                                                         |
| 26 september 2022 «onderlinge duels» 20.45 (UTC+2) | San Marino | 0 – 4   | Estland                                 | Stadion: Stadio Olimpico, Serravalle Toeschouwers: 608 Scheidsrechter: Kateryna Monzoel |
| 26 september 2022 «onderlinge duels» 20.45 (UTC+2) |            | Verslag | 38', 77' Anier 56' Teniste 66' Sappinen | Stadion: Stadio Olimpico, Serravalle Toeschouwers: 608 Scheidsrechter: Kateryna Monzoel |
| 26 september 2022 «onderlinge duels» 20.45 (UTC+2) |            |         |                                         | Stadion: Stadio Olimpico, Serravalle Toeschouwers: 608 Scheidsrechter: Kateryna Monzoel |
| 26 september 2022 «onderlinge duels» 20.45 (UTC+2) |            |         |                                         | Stadion: Stadio Olimpico, Serravalle Toeschouwers: 608 Scheidsrechter: Kateryna Monzoel |
|                                                    |            |         |                                         |                                                                                         |

## Eindstand
De eindstand werd bepaald op basis van de regels die de UEFA opstelde. Deze tabel begon bij nummer 49, omdat nummers 1 tot en met 48 genummerd zijn bij divisie A, B en C.
| Pos | Grp | Team          | Wed | W | G | V | Ptn | DV | DT | +/− |
| --- | --- | ------------- | --- | - | - | - | --- | -- | -- | --- |
| 49  | 2   | Estland       | 4   | 4 | 0 | 0 | 12  | 10 | 2  | +8  |
| 50  | 1   | Letland       | 4   | 2 | 1 | 1 | 7   | 9  | 5  | +4  |
|     |     |               |     |   |   |   |     |    |    |     |
| 51  | 1   | Moldavië      | 4   | 2 | 1 | 1 | 7   | 6  | 6  | 0   |
| 52  | 2   | Malta         | 4   | 2 | 0 | 2 | 6   | 5  | 4  | +1  |
|     |     |               |     |   |   |   |     |    |    |     |
| 53  | 1   | Andorra       | 4   | 0 | 2 | 2 | 2   | 2  | 6  | −4  |
| 54  | 2   | San Marino    | 4   | 0 | 0 | 4 | 0   | 0  | 9  | −9  |
|     |     |               |     |   |   |   |     |    |    |     |
| 55  | 1   | Liechtenstein | 6   | 0 | 0 | 6 | 0   | 1  | 11 | −10 |

## Doelpuntenmakers
5 doelpunten
- Vladislavs Gutkovskis

4 doelpunten
- Henri Anier
- Jānis Ikaunieks
- Ion Nicolaescu

2 doelpunten
- Albert Rosas
- Rauno Sappinen
- Roberts Uldriķis
- Victor Stînă

1 doelpunt
- Jordi Aláez
- Joan Cervós
- Jesús Rubio
- Márcio Vieira
- Robert Kirss
- Joonas Tamm
- Taijo Teniste
- Konstantin Vassiljev
- Artūrs Zjuzins
- Livio Meier
- Jan Busuttil
- Matthew Guillaumier
- Zach Muscat
- Teddy Teuma
- Vadim Bolohan
- Mihail Caimacov
- Nichita Moțpan
- Ioan-Călin Revenco

Eigen doelpunt
- Karl Hein (tegen Malta)